# Radisson, Québec
Radisson är en ort i provinsen Québec i Kanada. Den ligger i regionen Nord-du-Québec, i den östra delen av landet, 900 km norr om huvudstaden Ottawa. Antalet invånare var 203 vid folkräkningen 2021.